# 2 (álbum de Mac DeMarco)
2 é um álbum de estúdio do músico canadense Mac DeMarco lançado pela gravadora Captured Tracks no dia 16 de outubro de 2012.
O álbum é um esforço conjuntivo para produzir um trabalho coeso que mostra a capacidade natural do Mac como um compositor, cantor e produtor. Com um novo arsenal de equipamentos de gravação, a fidelidade  sonora melhorou substancialmente sem comprometer o imediatismo e a qualidade orgânica de seus lançamentos anteriores sob qualquer pseudônimo.

## Faixas
Todas as faixas do álbum são de autoria de Mac DeMarco.
1. Cooking Up Something Good - 2:41
2. Dreamin' - 2:27
3. Freaking Out The Neighborhood - 2:53
4. Annie - 3:10
5. Ode to Viceroy - 3:53
6. Robson Girl - 2:56
7. That Stars Keep On Calling My Name - 2:22
8. My Kind Of Woman - 3:10
9. Boe Zaah - 1:41
10. Sherill - 2:29
11. Still Together - 3:39